# Совјетско-кинески рат 1929.
Совјетско-кинески рат 1929. године је био краћи рат од 12. октобра до 22. децембра 1929. године, који је избио због кинеског заузећа манџуријске железнице, која је била део совјетске Транссибирске железнице. Након совјетске побједе, потписан је хабаровски протокол, којим је надлежност железнице подељена на обе стране.

## Губици
Обе стране су имале релативно мале губитке, СССР око 281, а Кина око 2000 мртвих.